# Daniel Brands
Pour les articles homonymes, voir Brands.
Daniel Fabian Brands, né le 17 juillet 1987 à Deggendorf (Bavière), est un joueur de tennis allemand, professionnel de 2005 à 2019. Mesurant 1 mètre 96, il s'appuie principalement sur son service pour s'installer confortablement dans les échanges.
Il se fait connaître en 2010 en atteignant les huitièmes de finale à Wimbledon grâce à ses victoires sur Igor Andreev, Nikolay Davydenko (tête de série no 7) et Victor Hănescu (no 31).

## Carrière

### 2005-2009: Progression rapide
Daniel Brands fait ses débuts en Allemagne sur le circuit Future et Satellite puis sur le circuit Challenger à partir de 2007. Il remporte son premier Future en mai 2006 en République tchèque. En 2007, il fait se fait remarquer au Challenger de Wolfsbourg en atteignant la finale en tant que lucky loser, il battu par Robin Haase. Sorti des qualifications, il participe au tableau principal de son premier tournoi du Grand Chelem à Roland-Garros en 2008. En 2009, il dispute les demi-finales de l'Open de Munich contre Mikhail Youzhny. Il atteint également les huitièmes de finale à Newport et à Hambourg en battant Gilles Simon, alors 7e joueur mondial.

### 2010-2013: Maintien dans l'élite
En 2010, il est battu au second tour à Delray Beach par Ivo Karlović, à Bois-le-Duc par Xavier Malisse et à Gstaad par Richard Gasquet. Il atteint les quarts de finale à Bangkok, éliminé par Benjamin Becker. Son meilleur résultat est un huitième de finale à Wimbledon après avoir battu Igor Andreev (7-65, 7-64, 7-5), Nikolay Davydenko (1-6, 7-65, 7-68, 6-1) et Victor Hănescu (67-7, 63-7, 7-67, 6-3, 3-0, ab.) avant de s'incliner contre Tomáš Berdych (6-4, 61-7, 5-7, 3-6).
En 2011, alors 187e mondial, il accède aux demi-finales de l'Open de Vienne en battant le Radek Štěpánek (26e) au deuxième tour. Il est finalement battu par Jo-Wilfried Tsonga. Il se distingue en Challenger avec deux victoires (Oberstaufen et Helsinki) et une finale. L'année suivante, il atteint les quarts de finale de l'Open de Roumanie après être sorti des qualifications. Il passe également par les qualifications de l'US Open et atteint le deuxième tour après sa victoire sur Adrian Ungur (7-64, 6-4, 7-65). Il perd contre Marin Čilić (6-3, 6-2, 5-7, 4-6, 7-5).
Il réalise un bon début de saison 2013 puisqu'il atteint les demi-finales à Doha après avoir battu Jérémy Chardy, Mohamed Safwat et Gaël Monfils. Il s'incline ensuite contre Richard Gasquet (7-5, 7-5). À l'Open d'Australie, il s'impose contre Martin Kližan (6-3, 3-6, 6-3, 6-4) puis échoue contre Bernard Tomic dans un match très serré (6-74, 7-5, 7-63, 7-68). Il accède également aux quarts de finale de l'ATP 500 de Dubaï après avoir battu Mikhail Youzhny, puis remporte son premier match en Masters 1000 à Indian Wells en battant Márcos Baghdatís. Il participe à l'Open de Munich et élimine la tête de série no 1, Janko Tipsarević (6-3, 4-6, 6-4) en quarts mais il est battu par son compatriote Philipp Kohlschreiber (6-74, 6-3, 7-65) en demi. En juillet, à Gstaad, il se fait remarquer en éliminant Roger Federer, alors 6e mondial (6-3, 6-4), mais ne confirme pas au tour suivant en perdant face à Victor Hănescu.

### Depuis 2014: Blessures et chute au classement
Il réalise un dernier bon résultat sur le circuit ATP avec un quart de finale à Doha après avoir battu Nikolay Davydenko (6-4, 6-4), et surtout David Ferrer alors 3e mondial (6-4, 7-5). À l'Open d'Australie, il est battu au premier tour par Gilles Simon au terme d'un long match de 5 sets (64-7, 6-4, 3-6, 6-3, 16-14). Ensuite une blessure le contraint à s'éloigner des courts durant plusieurs mois. Il fait seulement son retour en octobre à Vienne. Il rejoue en 2015 sur des tournois Future et Challenger mais atteint tout de même les quarts de finale à Valence en fin d'année. Début 2016, il atteint le deuxième tour de l'Open d'Australie.
Redescendu au niveau Challenger, il remporte le Tournoi de tennis de Recanati le 9 juillet 2018, battant en finale l'Espagnol Adrian Menendez-Maceiras. Insuffisamment remis d'une blessure au genou en 2017, il décide de prendre sa retraite en juillet 2019 après un échec en qualifications du tournoi de Wimbledon. Il continue toutefois le tennis en jouant pour le club du TC Großhesselohe en Bundesliga, basé à Pullach im Isartal.
Daniel Brands compte trois sélections en équipe d'Allemagne de Coupe Davis et a notamment battu Thomaz Bellucci lors des barrages en 2013. Il a disputé un simple sans enjeu en 2014 et un match de double en 2016.

## Palmarès dans les tournois Challenger

### Simple
| Résultat  | Date (finale)  | Tournoi                | Dotation  | Adversaire en finale     | Score          |
| --------- | -------------- | ---------------------- | --------- | ------------------------ | -------------- |
| Finaliste | Mars 2007      | Wolfsbourg Challenger  | 25 000 €  | Robin Haase              | 6-2, 3-6, 6-1  |
| Finaliste | Juin 2007      | Almaty Challenger      | 35 000 $  | Simon Greul              | 6-4, 6-2       |
| Victoire  | Août 2008      | Timișoara Challenger   | 35 000 $  | Daniel Muñoz de la Nava  | 6-4, 7-60      |
| Victoire  | Novembre 2009  | Eckental Challenger    | 30 000 €  | Dustin Brown             | 6-4, 6-4       |
| Victoire  | Avril 2010     | Monza Challenger       | 30 000 €  | Pablo Andújar            | 6-74, 6-3, 6-4 |
| Finaliste | Mai 2010       | Tunis Challenger       | 125 000 $ | José Acasuso             | 6-3, 6-4       |
| Finaliste | Janvier 2011   | Heilbronn Challenger   | 85 000 €  | Bastian Knittel          | 7-64, 7-65     |
| Victoire  | Juillet 2011   | Oberstaufen Challenger | 30 000 €  | Andreas Beck             | 6-4, 7-63      |
| Victoire  | Novembre 2011  | Helsinki Challenger    | 106 500 € | Matthias Bachinger       | 7-62, 7-65     |
| Victoire  | Novembre 2012  | Eckental Challenger    | 30 000 €  | Ernests Gulbis           | 7-6, 6-3       |
| Finaliste | Septembre 2015 | Côme Challenger        | 42 500 €  | Andrey Kuznetsov         | 6-4, 6-3       |
| Victoire  | Juillet 2018   | Recanati Challenger    | 43 000 €  | Adrián Menéndez Maceiras | 7-5, 6-3       |

### Double
| Résultat  | Date (finale) | Tournoi             | Partenaire         | Adversaires                | Score           |
| --------- | ------------- | ------------------- | ------------------ | -------------------------- | --------------- |
| Victoire  | Mai 2007      | Ferghana Challenger | John-Paul Fruttero | Lukáš Rosol Martin Slanar  | 7-61, 7-5       |
| Victoire  | Juin 2007     | Astana Challenger   | Adam Feeney        | Kamil Čapkovič Ivan Dodig  | 6-2, 6-4        |
| Victoire  | Mai 2008      | Dresde Challenger   | Jun Woong-sun      | Ilija Bozoljac Dušan Vemić | 6-2, 6-74, 10-6 |
| Finaliste | Mai 2008      | San Remo Challenger | Matthias Bachinger | Harel Levy Jim Thomas      | 6-4, 6-4        |

## Parcours dans les tournois duGrand Chelem

### En simple
| Année | Open d'Australie | Open d'Australie     | Internationaux de France | Internationaux de France | Wimbledon       | Wimbledon          | US Open         | US Open           |
| ----- | ---------------- | -------------------- | ------------------------ | ------------------------ | --------------- | ------------------ | --------------- | ----------------- |
| 2008  | Q1               | Harel Levy           | 1er tour (1/64)          | Dmitri Toursounov        | Q2              | Philipp Petzschner | Q1              | Michał Przysiężny |
| 2009  | Q2               | Dieter Kindlmann     | 1er tour (1/64)          | Robert Kendrick          | Q2              | Ruben Bemelmans    | Q2              | Illya Marchenko   |
| 2010  | 1er tour (1/64)  | Evgeny Korolev       | 1er tour (1/64)          | J.-W. Tsonga             | 1/8 de finale   | Tomáš Berdych      | 1er tour (1/64) | Benjamin Becker   |
| 2011  | 1er tour (1/64)  | S. Stakhovsky        | 1er tour (1/64)          | M. Kukushkin             | Q1              | Yūichi Sugita      | —               | —                 |
| 2012  | Q1               | Danai Udomchoke      | Q3                       | Filip Krajinović         | Q1              | Iván Navarro       | 2e tour (1/32)  | Marin Čilić       |
| 2013  | 2e tour (1/32)   | Bernard Tomic        | 1er tour (1/64)          | Rafael Nadal             | 2e tour (1/32)  | Tomáš Berdych      | 1er tour (1/64) | Kevin Anderson    |
| 2014  | 1er tour (1/64)  | Gilles Simon         | 1er tour (1/64)          | A. Haider-Maurer         | Q3              | Ryan Harrison      | —               | —                 |
| 2015  | —                | —                    | —                        | —                        | —               | —                  | —               | —                 |
| 2016  | 2e tour (1/32)   | G. García-López      | Q3                       | Dustin Brown             | Q3              | Ruben Bemelmans    | 1er tour (1/64) | Alexander Zverev  |
| 2017  | Q1               | A. Menéndez-Maceiras | Q1                       | Guido Andreozzi          | 1er tour (1/64) | Gaël Monfils       | Q1              | Simone Bolelli    |
| 2018  | —                | —                    | —                        | —                        | —               | —                  | Q2              | D. E. Galán       |
| 2019  | Q1               | Zhang Ze             | Q1                       | Henri Laaksonen          | Q3              | Kwon Soon-woo      | —               | —                 |

N.B. : à droite du résultat se trouve le nom de l'ultime adversaire.

### En double
| Année | Open d'Australie           | Open d'Australie      | Internationaux de France | Internationaux de France     | Wimbledon               | Wimbledon                    | US Open                  | US Open             |
| ----- | -------------------------- | --------------------- | ------------------------ | ---------------------------- | ----------------------- | ---------------------------- | ------------------------ | ------------------- |
| 2010  | —                          | —                     | —                        | —                            | —                       | —                            | 1er tour (1/32) S. Greul | P. Marx I. Zelenay  |
| 2011  | —                          | —                     | —                        | —                            | —                       | —                            | —                        | —                   |
| 2012  | —                          | —                     | —                        | —                            | —                       | —                            | —                        | —                   |
| 2013  | —                          | —                     | 1er tour (1/32) F. Moser | M. Gicquel É. Roger-Vasselin | 2e tour (1/16) L. Rosol | R. Bopanna É. Roger-Vasselin | 2e tour (1/16) P. Oswald | L. Paes R. Štěpánek |
| 2014  | 1er tour (1/32) Be. Becker | D. Nestor N. Zimonjić | —                        | —                            | —                       | —                            | —                        | —                   |

N.B. : le nom du partenaire se trouve sous le résultat ; le nom des ultimes adversaires se trouve à droite.

## Parcours dans lesMasters 1000
| Année | Indian Wells         | Miami                  | Monte-Carlo           | Madrid | Rome | Canada | Cincinnati | Shanghai           | Paris |
| ----- | -------------------- | ---------------------- | --------------------- | ------ | ---- | ------ | ---------- | ------------------ | ----- |
| 2011  | —                    | 1er tour T. Gabashvili | —                     | —      | —    | —      | —          | —                  | —     |
| 2012  | —                    | —                      | —                     | —      | —    | —      | —          | —                  | —     |
| 2013  | 2e tour A. Seppi     | 1er tour T. Bellucci   | 1er tour N. Davydenko | —      | —    | —      | —          | 2e tour Tommy Haas | —     |
| 2014  | 1er tour J. Nieminen | 1er tour R. Štěpánek   | —                     | —      | —    | —      | —          | —                  | —     |

N.B. : sous le résultat se trouve le nom de l’ultime adversaire.

## Classements ATP en fin de saison
| Année          | 2004 | 2005 | 2006 | 2007 | 2008 | 2009 | 2010 | 2011 | 2012 | 2013 | 2014 | 2015 | 2016 | 2017 | 2018 |
| Rang en simple | 1109 | 706  | 543  | 216  | 152  | 92   | 104  | 110  | 117  | 54   | 323  | 159  | 168  | 313  | 174  |
| Rang en double | 1478 | 787  | 924  | 240  | 252  | 429  | 739  | 494  | 463  | 239  | 341  | 750  | 842  | -    | 1340 |

Source : (en) Classements de Daniel Brands sur le site officiel de la Fédération internationale de tennis